# Breach (Lewis Capaldi)
Breach è il secondo EP del cantautore scozzese Lewis Capaldi, pubblicato nel 2018.

## Tracce
1. Tough – 3:48
2. Grace – 3:03
3. Someone You Loved – 3:02
4. Something Borrowed (Demo) – 3:15